# Lixus
 Líxus — рід жуків родини Довгоносики (Curculionidae).

## Зовнішній вигляд
До цього роду відносяться жуки малого, середнього та досить великого розміру, довжина їхнього тіла знаходиться у межах 3-22 мм. Основні ознаки:
- тіло видовжене, циліндричне;
- ширина передньоспинки звичайно більша за свою довжину;
- вусикові борозенки не доходять до нижнього краю очей;
- надкрила вузькі й часто-густо їхні вершини загострені кожна окремо.

Фотографії видів цього роду див. на.

## Спосіб життя
Життєвий цикл видів роду Lixus тісно пов'язаний із рослинами з родин Лободові, Селерові, Айстрові, Амарантові, Гвоздикові, Бобові, Капустяні та інші. У помірних широтах активні імаго з'являються у природі у першій половині весни. Вони живляться зеленими частинами рослин, паруються і відкладають яйця у стебла та черешки рослин-господарів. Личинки живляться рослинними тканинами, вигризаючи собі тунель. При цьому на рослинах часом утворюються гали. Завершаючи розвиток, личинка вигризає камеру, у якій заляльковується. Жуки нового покоління з'являються у другій половині-наприкінці літа. Зимують вони інколи у ляльковій камері, але частіше — поза кормовими рослинами, під камінням, у підстилці, верхньому шарі ґрунту.
Докладніше про спосіб життя декількох видів української фауни див. також.

## Географічне поширення
Види цього роду надзвичайно поширені, вони мешкають в усіх  зоогеографічних областях суходолу (див. нижче). На підставі цього деякі фахівці вважають рід найдавнішим у підродині Lixinae.

## Класифікація
Рід є найбільшим в підродині Lixinae. Описано понад 500 видів цього роду, з яких приблизно 160 видів є мешканцями Палеарктики, близько тридцяти з них представлені у фауні України. Ймовірно, два види є ендеміками України (див. нижче).
Повного переліку видів Lixus у обсязі світової фауни не існує. Є лише більш або менш достовірні й завжди неповні списки, наприклад, або. Досить повне фауністичне зведення є лише для Палеарктики. У ньому усі відомі у регіоні види розподілено на 11 підродів:
| - Broconius - Callistolixus - Compsolixus - Dilixellus - Epimeces - Eulixus | - Eutulomatus - Lixus (підрід) - Ortholixus - Parileomus - Phillixus - Prionolixus |

Щодо 19 палеарктичних видів Lixus таксономісти утруднюються віднести їх до якогось підроду. Наводимо перелік цих видів:
- Lixus akonis Kôno, 1929 — Японія, Китай
- Lixus arundinis Thunberg, 1815 — ?
- Lixus boehmi Hartmann, 1909 — Єгипет
- Lixus impexus (Voss, 1960) — Афганістан
- Lixus crassipes (Fabricius, 1775) — Франція
- Lixus invarius Walker, 1871 — Єгипет
- Lixus moiwanus Kôno, 1928 — Китай, Японія, Корея
- Lixus noctis Gistel, 1857 — Італія (Сицилія)
- Lixus nocturnus Gistel, 1857 — Італія (Сицилія)
- Lixus perplexus (Faust, 1888) — Україна (Крим)
- Lixus pierrei Roudier, 1954 — Алжир
- Lixus papillaris Gistel, 1857 — Італія (Сицилія)
- Lixus punctatus Fischer von Waldheim, 1842 — «Сибір»
- Lixus salentinus G. O. Costa, 1839 — Італія (Сицилія)
- Lixus snae Merceron, 1996 — Франція
- Lixus subrectinasus Desbrochers des Loges, 1898 — Алжир
- Lixus sanguinipes Desbrochers des Loges. 1898 — Алжир
- Lixus subulipennis Boheman, 1835 — Україна
- Lixus tricolor (Scopoli, 1772) — ?

## Практичне значення
Серед цього роду є види, які при масовому розмноженні можуть завдавати шкоди культивованим лободовим (буряки), амарантам, капустяним (гірчиця) тощо. Декілька видів є гербіфагами, що можуть бути акліматизовані за межами свого природного ареалу для пригнічення популяцій інтродукованих бур'янів (лободи, полину та ін.). Один вид роду — ліксус катрановий занесений до Червоної книги України.